# Светозар Гарашанин
Светозар Гарашанин (Београд, 1840 — Београд, 18. фебруар 1886) је био српски артиљеријски пуковник, ађутант и народни посланик, и старији син Илије Гарашанина. Био је рањен током атентата на кнеза Михаила, али је преживео.

## Биографија
Рођен је 1840. у Београду као старији син Софије и Илије Гарашанина, а имао је 3 године млађег брата Милутина, који је био дугогодишњи министар и политичар у кнежевини и краљевини Србији.
Прву мушку гимназију завршио је у Београду 1850, а касније је завршио артиљеријски смер Војне академије у Паризу. По повратку у земљу радио је од 1862. као поручник у Артиљеријској школи у Београду. Брзо је напредовао у служби па је 1863. постављен за команданта четврте батерије у Дивизионом штабу, а 1865. унапређен у капетана прве класе и постављен за ађутанта кнеза Михаила Обреновића. Био је у кнежевој свити 1867. приликом посете Цариграду, када је добијен ферман о предаји кључева турских утврђених градова Србима. Током церемоније предаје 18. априла 1867. водио је први одред војника који су заменили турску стражу на бедемима Београдске тврђаве.
Био је у кнежевој пратњи и на дан убиства у Топчидеру (10. јун 1868). С кнежевом стрином Томанијом Обреновић био је иза кнеза и покушао да атентаторе спречи сабљом, пошто није имао ватрено оружје, али је рањен у руку и пао у несвест. Због несналажења приликом атентата, сумњичен је за несавесно вршење дужности, али му није суђено. После атентата повукао се на породично имање у Гроцку, крај Београда. Није учествовао у политичком животу, али је напредовао у чину. Као артиљеријски потпуковник стављен је на располагање Министарству војном током Првог српско-турског рата (1876–1877), али нема података да је учествовао у важнијим биткама. Пензионисан је после рата, и живео је у Гроцкој и Београду.
Током парламентарних избора 1882. је изабран за народног посланика из Грочанског среза.
Преминуо је 18. фебруара 1886. у Београду.